# الجمعية الأمريكية للصحة العامة
الجمعية الأمريكية للصحة العامة (بالإنجليزية: American Public Health Association)‏ وتعرف اختصارًا APHA، هي منظمة مهنية في واشنطن، للمهنيين في مجال الصحة العامة في الولايات المتحدة. تأسست في عام 1872 من قبل مجموعة من الأطباء، بما في ذلك الدكتور ستيفن سميث والدكتور هنري هارتسورن، لديها أكثر من 25000 عضو في جميع أنحاء العالم. وتعرّف الجمعية نفسها على أنها الراعية الصحية لكل الأشخاص والمجتمعات، وتعزز مهنة الصحة العامة، وانها تتكلم عن قضايا الصحة العامة والسياسات المدعومة بالعلم، وهي الجمعية الوحيدة التي تؤثر على السياسة الاتحادية، ولديها منظور يتجاوز 140 عاما، وتجمع بين أعضاء من جميع ميادين الصحة العامة، وهي تعرّف مهمتها بأنها: «تحسين صحة الجمهور وتحقيق المساواة في الوضع الصحي».

## عضوية
تمتلك الجمعية الأمريكية للصحة العامة أربعة أنواع مختلفة العضوية وهي: منتظم، ومتقاعد، ومهنة مبكرة، وطالب. ويحصل الأعضاء على اشتراك عبر الإنترنت في المجلة الأمريكية للصحة العامة وصحة الأمة، بالإضافة إلى رسالة إخبارية أسبوعية داخل الصحة العامة.

## جوائز الجمعية الأمريكية للصحة العامة

### جوائز الجمعية الوطنية
ويجري الاعتراف بإنجازات قادة الصحة العامة من خلال برنامج للجوائز، وتقدم الجمعية الجوائز الوطنية خلال اجتماعها السنوي، وتشمل الجوائز الوطنية للجمعية:
- ميدالية سيدجويك التذكارية.
- جائزة الجمعية الأمريكية للصحة العامة للتميز.
- جائزة أفضل مشرع في مجال الصحة العامة في الجمعية الأمريكية للصحة العامة.
- جائزة ديفيد ب. رال للدفاع عن حقوق الإنسان.
- جائزة المدير التنفيذي الاستثنائي.
- جائزة هيلين رودريغز - ترياس.
- جائزة مارثا ماي إليوت.
- جائزة ميلتون وروث رومر.
- التكريم الرئاسي.
- جائزة فيكتور سايل وباري ليفي للسلام.
- جائزة جمعية الطلاب لمراقبة الصحة العامة.

### جوائز الاقسام
يعترف قسم التثقيف الصحي العام والنهوض بالصحة بالأفراد في ست فئات من الجوائز، وتشمل الجوائز جائزة المهنة المتميزة، وجائزة المهنة المبكرة، وجائزة مايهيو دريبيري لمساهمات العلماء السلميين في التعليم الصحي، جائزة موهان سينغ للدعابة في التعليم الصحي، جائزة سارة مازليس لممارسي التعليم الصحي، وجائزة روجرز للاتصالات في مجال الصحة العامة.
ويقدم قسم الإحصاءات جائزة سبيجلمان مورتيمر لخبير إحصائي يقل عمره عن 40 سنة لمساهمته في إحصاءات الصحة العامة.

### جوائز مرعية
جائزة «لابوز ريما» تحت رعاية أقسام الصحة العقلية وعلم الأوبئة والإحصاء، وتمنح هذه الجائزة إلى عالم بارز في مجال علم الأوبئة النفساني.

## منشورات
تنشر الجمعية الأمريكية للصحة العامة أكثر من 70 كتابا للصحة العامة، والعديد من هذه المجالات هي المصدر المرجعي لاختصاصها في إطار ممارسة الصحة العامة، وتتضمن بعض عناوين المنشورات ما يلي:
- دليل مكافحة الأمراض المعدية.
- الطرق القياسية لفحص المياه والمياه العادمة.
- إدارة الصحة العامة للكوارث في لاندزمان: دليل التدريب.
- وكالة أنباء الصحة العامة.

و بالإضافة إلى ذلك، تنشر الجمعية «المجلة الأمريكية للصحة العامة»، وهي مجلة شهرية تُراجع عن الصحة العامة، وتغطي الصحة العامة والسياسة العامة. كما تنشر مجلة «جمعية الصحة الوطنية»، وهي صحيفة شهرية تغطي أخبار الصحة العامة وتحديثات الجمعية الأمريكية للصحة العامة.

## اجتماع سنوي
يعتبر الاجتماع السنوي للجمعية ومعرضها أكبر اجتماع للمهنيين في مجال الصحة العامة في العالم، ويجتذب الاجتماع أكثر من 13 ألف شخص، ويقدم 700 جناح من المعارض، ويضم أكثر من 1000 جلسة علمية. وتغطي العروض المقدمة البحوث والاتجاهات الجديدة في مجال علوم الصحة العامة وممارساتها.

## أسبوع الصحة العامة الوطني
إن أسبوع الصحة العامة الوطني هو احتفال سنوي تنظمه الجمعية الأمريكية للصحة العامة خلال الأسبوع الأول الكامل من شهر نيسان/أبريل، وإن أنشطة هذا الأسبوع مصممة لتسليط الضوء على القضايا المهمة لتحسين صحة عامة الناس.

## إدارة
- جورج س.بنجامين مدير إدارة شؤون المالية، والاتحاد الأفريقي لتنمية أفريقيا ومنطقة البحر الكاريبي والمحيط الهادئ، وصندوق الحقائق، وهوالمدير التنفيذي للجمعية.
- توماس س.كواد، الرئيس السابق.
- جوزيف تلفير، الرئيس.
- باميلا م.التونين، الرئيس المنتخب.

## جائزة «سبيجلمان مورتيمر»
- 1970: إدوارد بيريين
- 1971: لاشنبرش.ب.ا
- 1972: مانينغ فينيليب
- 1973: جوزيف فلايس
- 1974: غاري غ كوتش
- 1975: جين منكن
- 1976: متقاعد عفيفي
- 1977: ديفيد هويل
- 1978: روس برينتس
- 1979: ميتشل هو غيل
- 1980: نورمان بريلو
- 1981: روبرت ف وولسون
- 1982: جويل كليمان
- 1983: ج. ريتشارد لانديس
- 1984: ستيفن لاجاكوس
- 1985: جون كروولي (خبير إحصائي)
- 1986: أناستاسيوس تسياتيس[8]
- 1987: ل. جيرسي. واي
- 1988: توماس فليمينغ (خبير إحصائي)
- 1989: كولين بي بيج
- 1990: كونغ يي ليانغ
- 1991: سكوت.ل.زجر
- 1992: رونالد بروكهماير
- 1993: مارتن أبا تانر
- 1994: لويز إم ريان
- 1995: كريستوفر ج. بورتر
- 1996: جيرمي تايلور[9][10]
- 1997: مارغريت بيبي
- 1998: بيتر باكشيت[11]
- 1999: دانيو لين
- 2000: برادلي كارلين[12]
- 2001: دانيال الويكس[13]
- 2002: شيهونغ لين
- 2003: مايكل أبّوتّ نيوتن
- 2004: مارك فان ديرلان[14]
- 2005: ربيكا بتنسكي
- 2006: فرانسسكا دومنيكا[15][16]
- 2007: ديفيد دونسون[17]
- 2008: هونغيو زهاو[18]
- 2009: رافائيل إيريزاري[19]
- 2010: نيلانجان شاترجي[20]
- 2011: سدبتو بنيرجي
- 2012: ايمي هيرنج[21]
- 2013: ديبهيس غوش[22]
- 2014: تايل فاندرويل[23]
- 2015: قصة جون د.[24]
- 2016: روجر د. بنغ
- 2017: ليمين بنغ

## جائزة «جيمس زيمر» للبحث
- 2014: ديمة القطو.[25]